# RTL Télé Lëtzebuerg
RTL Télé Lëtzebuerg is de eerste landelijke televisiezender van het Groothertogdom Luxemburg. RTL Télé Lëtzebuerg is op 21 oktober 1991 gelanceerd. Tussen 1991 en 2001 heette het station RTL Hei Elei.
RTL Télé Lëtzebuerg is een particulier televisiestation dat voor 100% in handen is van de RTL Group. Het Groothertogdom Luxemburg heeft geen eigen publieke omroep, maar heeft speciale contracten (via CLT-UFA) opgesteld met RTL Group om bepaalde Luxemburgse programma's uit te laten zenden voor het Luxemburgs publiek, in ruil voor internationale uitzendlicenties (bijvoorbeeld RTL 4, RTL 5, RTL 7, RTL 8, RTL Z, RTL9 e.d.) en gunstige fiscale condities, met in de praktijk nauwelijks tot geen mediatoezicht op deze zenders. Dankzij de overeenkomsten is de journaaluitzending (De Journal) van RTL Télé Lëtzebuerg dagelijks te zien via RTL 5 in Nederland om 05:29 uur ('s nachts/'s morgens vroeg).
RTL Télé Lëtzebuerg is vrij te ontvangen via satellietpositie Astra 23,5°O. De belangrijkste taal van RTL Télé Lëtzebuerg is het Luxemburgs. RTL heeft ook een tweede televisiekanaal: Den 2. RTL.